# José Francisco Velásquez (hijo)
José Francisco Velásquez Céspedes (entre 1781 y 1785, Caracas, Venezuela - julio de 1822, Caracas, Venezuela) fue un compositor y violinista venezolano. Es hijo de José Francisco Velásquez (El Viejo). 
Entre sus obras destacadas están una Misa en Mi Bemol a cuatro voces, un Misere Violento de 1820, y unos Tonos Festivos en honor a la Virgen y a los Santos.
- Datos: Q1709211